# Guldtrattkaktus
Guldtrattkaktus (Eriosyce aurata) är en art inom trattkaktussläktet och familjen kaktusväxter, som har sin naturliga utbredning i Chile.

## Beskrivning
Guldtrattkaktusen är en klotformad kaktus som blir mellan 12 och 50 centimeter i diameter. Den är uppdelad i 24 till 42 åsar som är 1,5 till 2 centimeter höga. Längs åsarna sitter styva gyllengula eller hornfärgade taggar, som består av 4 till 8 centraltaggar som blir upp till 4,5 centimeter långa. Runt dessa sitter 12 till 16 radiärtaggar som blir upp till 4 centimeter långa. Blommorna är gula till rödgula och blir upp till 2,2 centimeter i diameter. Frukten är grönaktig och något täckt med ull.

## Synonymer
- Echinocactus auratus Pfeiffer 1847
- Echinocactus sandillon Gay 1848
- Eriosyce sandillon (Gay) Philippi 1872
- Eriosyce ceratistes Britton & Rose 1922
- Eriosyce algarrobensis F.Ritter 1980
- Eriosyce ausseliana F.Ritter 1980
- Eriosyce ihotzkyanae F.Ritter 1980
- Eriosyce lapampaensis F.Ritter 1980
- Eriosyce spinibarbis F.Ritter 1980
- Eriosyce aurata var. spinibarbis (F.Ritter) Kattermann 1994